# David Rubinoff

David Rubinoff en los años 70

David Rubinoff, también conocido como Dave Rubinoff (3 de septiembre de 1897, Grodno, Imperio Ruso, ahora Bielorrusia-6 de octubre de 1986), fue un famoso violinista durante las décadas de 1930 y 1940, actuando en varios programas de radio tocando su violín Stradivarius de $ 100,000. También actuó en teatros, clubes y escuelas, y dio varios conciertos en la Casa Blanca durante la década de 1940. A veces lo anunciaban como Rubinoff y su violín .

## Radio
Rubinoff apareció con su orquesta, apodada Rubinoff y su Orquesta, convirtiéndose en una importante estrella del programa de radio "The Chase y Sanborn Hour" . Su popularidad en la radio lo llevó a crear su propio programa en NBC entre los años 1935-36.

## La Gira de 1948
"El Albany Herald" dio este relato de una aparición personal de Rubinoff durante la gira del violinista en 1948:
El exuberante músico con su violín forrado en cuero entró esta mañana en el vestíbulo del New Albany Hotel con la serenidad de un concertista y el aire agresivo de un general de alto vuelo. El alcalde James W. “Taxi” Smith, Sam Morris y Bill Buntin del Exchange Club se encontraron con el violinista en la puerta del ascensor. Después de saludar a los albaneses, el Sr. Rubinoff comenzó una discusión sobre las cámaras y sus cualidades con Jack Holland,  quien era fotógrafo del Herald . Al mismo tiempo, sacó del estuche su violín valorado en 100.000 dólares. Colocando el violín Stradivarius sobre el hombro del alcalde Smith, comentó: "El violín de Rubinoff nunca tocó una nota agria", el alcalde Smith solo lo agarró y sonrió. Un “chico normal”, el violinista nacido en Rusia inmediatamente consultó con Bill Buntin y Sam Morris del Exchange Club, patrocinador del concierto en el auditorio de la ciudad hoy a las 8 pm y acordó una reorganización completa de su agenda de apariciones hoy. También hizo arreglos para aparecer en las dos estaciones de radio de Albany, todo en cuestión de minutos. El Sr. Rubinoff está de gira por la parte sureste de la nación y regresará a California cuando termine la gira. Se espera que su esposa lo acompañe esta noche. Pelirroja y de Texas, la Sra. Rubinoff conoció a su esposo cuando ella se desempeñaba como acomodadora en un concierto que él tocó en Wichita Falls, Texas, hace varios años. Cuando el violinista está de gira, dice que llama a su mujer todas las noches. Su hijo de tres años, Rubin Rubinoff, ya está estudiando violín, dijo su famoso papá. Con la reputación de ser un gran comensal, el violinista está dispuesto a dar a cualquiera la receta de la hamburguesa que solía preparar para el presidente Roosevelt cuando fue invitado a la Casa Blanca.

### Apariciones académicas
THE HARTEM STAGLITE de Hartsburg, Illinois informa de una aparición en una escuela en Lincoln, Illinois en la edición del 18 de octubre de 1949 del periódico escolar.
"Los clubes de servicio de Lincoln están patrocinando a Rubinoff, el gran violinista, para una presentación benéfica para el Rec el 24 de octubre. Hay una matiné especial para estudiantes a las 3:00 con un precio de entrada de 75 centavos. Este concierto es en el Gimnasio de la Escuela Secundaria Lincoln." 
Un artículo de seguimiento apareció en la edición del 31 de octubre de 1949 de THE HARTEM STAGLITE
"RUBINOFF COMPLACE A GRAN PÚBLICO"
"Cerca de 25 estudiantes y maestros fueron a Lincoln el lunes por la tarde para escuchar a David Rubinoff. Es el violinista más grande del mundo, como todos los que fueron se dieron cuenta.
Tocó varias piezas clásicas que todos disfrutaron. Los dos favoritos del día fueron "Don't Fence Me In", que realmente provocó risas y "Ah, Sweet Mystery of Life", que provocó los "Ah" de la mayoría de los adolescentes.
Rubinoff presentó a su pequeño hijo "pelirrojo", que tiene cinco años.
El acompañante de Rubinoff tocó algunos números. El que más gustó fue "Etude in Boogie Woogie", que estoy seguro que todos disfrutaron.
El concierto duró aproximadamente una hora para que todos pudieran llegar a casa temprano, pero ¿lo hicieron?" 

## "Grabados"
Anecdóticamente en 1937, una mujer presentó una demanda por incumplimiento de promesa contra Rubinoff, alegando que él la había invitado a su apartamento para ver una colección de grabados, la sedujo y luego se negó a casarse con ella cuando afirmó estar embarazada. El caso se resolvió, pero " Ven y mira mis grabados " se convirtió en un eslogan popular.

## Apariciones en el cine
- Morning, Noon and Night (1933): esta caricatura de Betty Boop, producida por Fleischer Studios y distribuida por Paramount Pictures, incluye un segmento que muestra a Rubinoff tocando el violín.
- Desfile de los soldados de madera (1933) - Rubinoff aparece como él mismo en esta caricatura de Betty Boop
- Thanks a Million (1935) - Rubinoff aparece como él mismo en esta película de Hollywood
- No puedes tenerlo todo (1937) - Rubinoff aparece como él mismo en esta película de Hollywood[5]

## Escucha a
- Rubinoff: "Dance of the Russian Peasant" en YouTube.